# Équipe cycliste Frøy Bianchi
L'équipe cycliste Frøy Bianchi est une équipe cycliste norvégienne ayant le statut d'équipe continentale.

## Histoire de l'équipe

### 2015
En 2015, Frøy-Bianchi change de nom et devient Frøy Oslo avant de devenir Frøy Bianchi à partir du mois de mars.

## Classements UCI
L'équipe participe aux circuits continentaux et principalement à des épreuves de l'UCI Europe Tour. Les tableaux ci-dessous présentent les classements de l'équipe sur les différents circuits, ainsi que son meilleur coureur au classement individuel.
UCI Asia Tour
| Saison | Classement par équipes | Meilleur coureur au classement individuel |
| ------ | ---------------------- | ----------------------------------------- |
| 2013   | 50e                    | Oddbjørn Andersen (151e)                  |

UCI Europe Tour
| Saison | Classement par équipes | Meilleur coureur au classement individuel |
| ------ | ---------------------- | ----------------------------------------- |
| 2014   | 122e                   | Trond Trondsen (941e)                     |

### Effectif
| Cycliste              | Date de naissance | Nationalité | Équipe 2014       |  |
| --------------------- | ----------------- | ----------- | ----------------- |  |
| Oddbjørn Andersen     | 30 septembre 1990 | Norvège     | Frøy-Bianchi      |  |
| Jon Soeveras Breivold | 19 février 1995   | Norvège     | Frøy-Bianchi      |  |
| Henrik Evensen        | 17 novembre 1994  | Norvège     | Frøy-Bianchi      |  |
| Kristian Forbord      | 30 juin 1988      | Norvège     | Frøy-Bianchi      |  |
| Damien Garcia         | 17 avril 1992     | France      | Differdange-Losch |  |
| Henrik Steen Haugen   | 27 juin 1992      | Norvège     | Ringeriks-Kraft   |  |
| Anders Kristoffersen  | 27 mars 1993      | Norvège     | Motiv3            |  |
| Anders Oddli          | 22 avril 1994     | Norvège     |                   |  |
| Anders Røe            | 13 septembre 1993 | Norvège     |                   |  |
| Halvor Tandrevold     | 28 avril 1992     | Norvège     | Frøy-Bianchi      |  |
| Nikolai Tefre         | 12 octobre 1994   | Norvège     |                   |  |